# Pulsazione (fisiologia)
Una pulsazione corrisponde alla dilatazione ritmica delle arterie durante la fase di sistole (contrazione dei muscoli del cuore). Durante la diastole invece, le pareti elastiche delle arterie si comprimono, mantenendo una pressione sanguigna sufficiente per garantiere l'afflusso di sangue alle arteriole e ai capillari.